# San Benito (kommun)
San Benito är en kommun i Colombia.   Den ligger i departementet Santander, i den centrala delen av landet, 180 km norr om huvudstaden Bogotá. Antalet invånare är 3 907. Arean är 67 kvadratkilometer.
Terrängen i San Benito är huvudsakligen kuperad, men norrut är den bergig.